# Vernon Barger
Vernon Duane Barger (Curllsville, 5 de junio de 1938) es un físico teórico estadounidense, especializado en física de partículas elementales.

## Biografía
Se graduó de la Universidad Estatal de Pensilvania en 1960 con una licenciatura en ciencias de la ingeniería y en 1963 con un doctorado en física teórica. Su asesor doctoral fue Emil Kazes. En el departamento de física de la Universidad de Wisconsin-Madison se convirtió en 1963 en investigador asociado, en 1965 en profesor asistente, en 1968 en profesor titular y en 1983 en profesor de Física JH Van Vleck. En dicha universidad ocupó una cátedra Hillsdale de 1987 a 1991 y desde 1991 ha ocupado una cátedra Vilas.
Ha realizado investigaciones sobre la fenomenología de la física de colisionadores (especialmente relacionada con el Gran Colisionador de Hadrones), los bosones de Higgs, la supersimetría y las grandes teorías unificadas, así como "oscilaciones de neutrinos, partículas de materia oscura, cosmología del universo temprano, quarks pesados y la Modelo regge pole".
Ha ocupado cargos visitantes en el CERN, la Universidad de Durham, la Universidad de Hawaii, el Instituto Kavli de Física Teórica de Santa Bárbara, el Laboratorio Rutherford Appleton, el SLAC, en la Universidad de Tokio y en la Universidad de Washington.
Fue elegido en 1977 miembro de la Sociedad Estadounidense de Física. Fue becario Guggenheim durante el año académico 1971-1972. En 1998 fue becario Frontier en Fermilab. En 2021 recibió el Premio Sakurai por "un trabajo pionero en física de colisionadores que contribuye al descubrimiento y caracterización del bosón W, el cuark cima y el bosón de Higgs, y por el desarrollo de estrategias incisivas para probar ideas teóricas con experimentos".

## Publicaciones seleccionadas

### Artículos
- Barger, Vernon D.; Cline, David B. (1967). «High-Energy Scattering». Scientific American 217 (6): 76-91. Bibcode:1967SciAm.217f..76B. doi:10.1038/scientificamerican1267-76.
- Barger, V.; Whisnant, K.; Pakvasa, S.; Phillips, R. J. N. (1980). «Matter effects on three-neutrino oscillations». Physical Review D 22 (11): 2718-2726. Bibcode:1980PhRvD..22.2718B. doi:10.1103/PhysRevD.22.2718. (over 600 citations)
- Barger, V.; Giudice, G. F.; Han, T. (1989). «Some new aspects of supersymmetry R-parity violating interactions». Physical Review D 40 (9): 2987-2996. Bibcode:1989PhRvD..40.2987B. PMID 10012154. doi:10.1103/PhysRevD.40.2987. (over 850 citations)
- Barger, V.; Hewett, J. L.; Phillips, R. J. N. (1990). «New constraints on the charged Higgs sector in two-Higgs-doublet models». Physical Review D 41 (11): 3421-3441. Bibcode:1990PhRvD..41.3421B. PMID 10012281. doi:10.1103/PhysRevD.41.3421.
- Barger, V.; Berger, M. S.; Ohmann, P. (1993). «Supersymmetric grand unified theories: Two-loop evolution of gauge and Yukawa couplings». Physical Review D 47 (3): 1093-1113. Bibcode:1993PhRvD..47.1093B. PMID 10015671. arXiv:hep-ph/9209232. doi:10.1103/PhysRevD.47.1093.
- Barger, V.; Berger, M. S.; Ohmann, P. (1994). «Supersymmetric particle spectrum». Physical Review D 49 (9): 4908-4930. Bibcode:1994PhRvD..49.4908B. PMID 10017495. arXiv:hep-ph/9311269. doi:10.1103/PhysRevD.49.4908.
- Barger, V.; Pakvasa, S.; Weiler, T.J.; Whisnant, K. (1998). «Bi-maximal mixing of three neutrinos». Physics Letters B 437 (1–2): 107-116. Bibcode:1998PhLB..437..107B. arXiv:hep-ph/9806387. doi:10.1016/S0370-2693(98)00880-6.
- Ankenbrandt, Charles M. et al. (1999). «Status of muon collider research and development and future plans». Physical Review Special Topics - Accelerators and Beams 2 (8): 081001. Bibcode:1999PhRvS...2h1001A. arXiv:physics/9901022. doi:10.1103/PhysRevSTAB.2.081001. 1999 (over 550 citations)
- Alsharo'a, Mohammad M. et al. (2003). «Recent progress in neutrino factory and muon collider research within the Muon Collaboration». Physical Review Special Topics - Accelerators and Beams 6 (8): 081001. Bibcode:2003PhRvS...6h1001A. arXiv:hep-ex/0207031. doi:10.1103/PhysRevSTAB.6.081001.
- Barger, Vernon; Langacker, Paul; McCaskey, Mathew; Ramsey-Musolf, Michael J.; Shaughnessy, Gabe (2008). «CERN LHC phenomenology of an extended standard model with a real scalar singlet». Physical Review D 77 (3): 035005. Bibcode:2008PhRvD..77c5005B. arXiv:0706.4311. doi:10.1103/PhysRevD.77.035005.
- Baer, Howard; Barger, Vernon D.; List, Jenny (2016). «The Collider That Could Save Physics». Scientific American 314 (6): 8-10. Bibcode:2016SciAm.314f...8B. PMID 27196826. doi:10.1038/scientificamerican0616-8.

### Libros
- Barger, V. D.; Cline, D. B. (1969). Phenomenological Theories of High Energy Physics: A Experimental Evaluation. New York: Benjamin.[8]
- Barger, V.; Olsson, M. (1973). Classical Mechanics: A Modern Perspective. McGraw-Hill.[9]
  - Classical Mechanics: A Modern Perspective. McGraw-Hill. 1995. ISBN 9780070037342.
- Barger, Vernon; Phillips, Roger J. N. (1987). Collider Physics. Addison-Wesley Publishing Company. ISBN 0-201-05876-6.[10]
  - Collider Physics. CRC Press. 30 de mayo de 2018. ISBN 9780429962615. (updated edition)
- Barger, Vernon; Marfaita, Danny; Whisnant, Kerry (30 de septiembre de 2012). The Physics of Neutrinos. Princeton University Press. ISBN 9781400845590.[11] hbk ISBN 978-0-691-12853-5